# Johan Vansummeren
Johan Vansummeren (født 4. februar 1981) er en belgisk tidligere professionel cykelrytter.